# Nigel Tufnel
Nigel Tufnel je fiktivní postava z filmu Hraje skupina Spinal Tap (1984). Ve filmu je kytaristou v rockové kapele Spinal Tap. Hrál ho herec Christopher Guest.

## Biografie
Nigel Tufnel se narodil ve Squatney ve východním Londýně. První kytaru dostal v šesti letech od svého otce. Jeho život se změnil, když poznal Davida St Hubbinse (Michael McKean), který žil v sousedství. Začali spolu jamovat v kůlničce na Davidově zahradě. Byli ovlivněni ranými bluesovými umělci jako byli Honkin' Bubba Fulton, Little Sassy Francis a částečně Big Little Daddy Coleman, což byl hluchý kytarista. V té době napsali svoji první skladbu „(Cry) All the Way Home“. Zanedlouho založili kapelu Thamesmen a zbytek je historie.
Mezi Nigelovy koníčky patří sbírání kytar; obzvlášť pozoruhodná je jeho šestistrunná Fender Bass VI v barvě zelené mořské pěny, na které je stále cenovka a kterou Nigel udržuje v kondici tím, že nikomu nedovoluje na ni hrát, dotýkat se jí, dívat se na ni, ukazovat na ni a nebo o ní mluvit. Má také model Gibson Les Paul z roku 1959, u něhož si Nigel pochvaluje akustické vlastnosti. Také hraje na mandolínu, klavír a zpívá doprovodné vokály. V současné době píše klasické dílo, kde kombinuje typické hudební znaky Mozarta a Bacha (tzv. „Mach piece“) v D moll, kterou označuje jako „nejsmutnější ze všech stupnic“. Dílo je prozatímně nazváno 'Lick My Love Pump'. Podle Christophera Guesta zatím Nigel trilogii nedokončil a stále na ní pracuje.
Nigel má vášeň pro Gumbyho, jehož figurku nosí v kapse u košile a často nosí trička s Gumbym. Sám se také prohlašuje za blázna do ryb, má rád tresku a tuňáka v konzervě, protože 'nemá kosti'. Jeho oblíbené sušenky jsou Oreo, ale bez náplně. Nigel v zákulisí vyžaduje velký tác Oreo sušenek bez cukrové polevy (podobnost s Van Halen, kteří chtěli misku M&M's bez hnědých M&M's). Na pódiu má Nigel make-up inspirovaný glam rockem a obvykle hraje na Gibson Les Paul.
Tufnel prohlásil, že kdyby nebyl hudebníkem, rád by pracoval v pánské konfekci nebo se stal chirurgem: „Mám rád chirurgii“.